# 전병하
전병하(全炳夏, 일본식 이름: 全本吉助젠모토 요시스케, 1880년 3월 7일 ~ 1954년 4월 12일)는 일제강점기의 법조인이다.

## 생애
원적지는 충청남도 대전이다. 1913년에 일본의 메이지 대학을 졸업하고 곧바로 조선총독부 재판소에서 통역생 겸 서기로 근무하게 되었다. 1915년에 부산지방법원 울산지청 판사로 발령받았고, 1917년부터 2년 동안은 공주지방법원 청주지청에서 판사로 근무했다.
청주지청 판사로 재직하는 동안인 1919년에 3·1 운동이 일어났다. 전병하는 그해 9월 의원면직할 때까지 약 17건의 3·1 운동 관련자 재판에 참여했다. 조선인 판사가 단독판사로서 독립운동 관련 재판에 이렇게 많이 참여한 것은 보기 드문 경우이다. 이때 전병하가 유죄를 선고한 피고인 중에는 소설가이며 후에 조선민주주의인민공화국에서 고위직을 지낸 홍명희가 포함되어 있으며, 상당수의 관련자들에게 대한민국 국가보훈처의 훈장이 추서되었다.
이듬해부터는 변호사로 활동했다. 처음에는 판사로 재직했던 공주지방법원 검사국에 변호사 등록을 했으나, 1922년부터는 대구지방법원으로 옮겼다. 그러나 1929년에 사기죄로 징역형이 확정되면서 변호사 등록을 취소당했다. 1934년에 대구에서 또다시 사기 혐의로 체포되어 일본으로 호송된 일도 있다.

## 3·1 운동 재판
전병하가 참여한 재판 가운데서 국가보훈처가 해당자를 독립유공자로 포상한 주요 사건 내역은 다음과 같다. 연도는 모두 1919년이다.
| 재판 날짜 | 관련자                 | 주요 혐의            | 보훈처의 서훈 내역          | 재판 결과              |
| --------- | ---------------------- | -------------------- | --------------------------- | ---------------------- |
| 4월 17일  | 홍명희, 이재성, 홍용식 | 독립선언서 인쇄/배포 | 건국훈장 애족장 (이재성) 등 | 징역 2년형 (이재성) 등 |
| 4월 17일  | 김인수 외 4인          | 만세시위 주도        | 건국훈장 애족장 등          | 징역 1년형 등          |
| 4월 23일  | 유해륜 외 2인          | 만세시위 주도        | 건국훈장 애족장 등          | 징역 10월형 등         |
| 4월 29일  | 오교선                 | 만세시위 주도        | 건국훈장 애국장             | 징역 10월형            |
| 5월 6일   | 구열조 외 2인          | 만세시위 주도        | 대통령표창 등               | 징역 6월형 등          |
| 5월 12일  | 김교환, 최봉길         | 독립선언서 휴대/전달 | 건국훈장 애국장 (김교환) 등 | 징역 1년형 (김교환) 등 |
| 5월 13일  | 단경옥 외 7인          | 만세시위 주도        | 건국훈장 애족장 등          | 징역 1년형 등          |
| 5월 22일  | 김을경 외 5인          | 만세시위 주도        | 건국훈장 애족장 등          | 징역 1년 6월형 등      |
| 5월 20일  | 최용문 외 2인          | 만세시위 주도        | 대통령표창 등               | 징역 8월형 등          |
| 5월 31일  | 장양헌 외 3인          | 만세시위 모의        | 대통령표창 등               | 징역 1월형 등          |

## 사후
2007년에 대한민국 친일반민족행위진상규명위원회가 선정한 친일반민족행위 195인 명단 중 사법 부문에 포함되었다.

## 참고자료
- 친일반민족행위진상규명위원회 (2007년 12월). 〈전병하〉 (PDF). 《2007년도 조사보고서 II - 친일반민족행위결정이유서》. 서울. 1179~1198쪽쪽. 발간등록번호 11-1560010-0000002-10. [깨진 링크(과거 내용 찾기)]